# Кохановка (Херсонская область)
Кохановка (укр. Коханівка, до 2024 года — Краснолюбецк) — село в Калиновской поселковой общине Бериславского района Херсонской области Украины.
Почтовый индекс — 74132. Телефонный код — 5532. Код КОАТУУ — 6520955702.

## Население
Население по переписи 2001 года составляло 737 человек.

### Языковой состав
Родной язык населения по данным переписи 2001 года:
| Язык       | Численность, чел. | Доля     |
| ---------- | ----------------- | -------- |
| Украинский | 697               | 94,57 %  |
| Русский    | 35                | 4,75 %   |
| Другое     | 5                 | 0,68 %   |
| Итого      | 737               | 100,00 % |

## Местный совет
74131, Херсонская обл., Великоалександровский р-н, пгт Калининское, ул. Советская, 114